# Ahlquist v. Cranston
 (février 2015).
Pour les articles homonymes, voir Cranston (homonymie).
Ahlquist v. Cranston est une affaire judiciaire traitée en 2012 par la United States District Court for the District of Rhode Island qui interdit les affichages appelant aux « prières scolaires » dans le lycée public de Cranston High School West (en). Le jugement acte que ces appels religieux dans le domaine public sont une violation de la clause d'établissement (Establishment Clause) de la Constitution des États-Unis et ordonne leur retrait.
Le procès est mené par Mark Ahlquist, au nom de sa petite sœur Jessica Ahlquist (en), étudiante à l'école, avec le soutien de l'Union américaine pour les libertés civiles,,.